# 1950-es síkvízi kajak-kenu világbajnokság
Az 1950-es síkvízi kajak-kenu világbajnokságot Dániában, Koppenhágában rendezték 1950-ben. Ez volt a harmadik kajak-kenu világbajnokság. Az éremtáblázat élén Svédország csapata végzett 7 aranyéremmel, 5 ezüsttel és 6 bronzzal.

## Éremtáblázat
| Helyezés | Ország        | Arany | Ezüst | Bronz | Összesen |
| -------- | ------------- | ----- | ----- | ----- | -------- |
| 1.       | Svédország    | 7     | 5     | 6     | 18       |
| 2.       | Csehszlovákia | 3     | 1     | 2     | 6        |
| 3.       | Finnország    | 3     | 1     | 0     | 4        |
| 4.       | Dánia         | 1     | 3     | 1     | 5        |
| 5.       | Franciaország | 1     | 3     | 0     | 4        |
| 6.       | Ausztria      | 0     | 1     | 5     | 6        |
| 7.       | Norvégia      | 0     | 1     | 0     | 1        |
| 8.       | Hollandia     | 0     | 0     | 1     | 1        |
| Összesen | Összesen      | 15    | 15    | 15    | 45       |

## Eredmények

### Férfiak, kenu
| Versenyszám | Arany                                           | Arany | Ezüst                                            | Ezüst | Bronz                                             | Bronz |
| ----------- | ----------------------------------------------- | ----- | ------------------------------------------------ | ----- | ------------------------------------------------- | ----- |
| C1 1000 m   | Josef Holeček · Csehszlovákia                   |       | Robert Boutigny · Franciaország                  |       | Bengt Backlund · Svédország                       |       |
| C1 10 000 m | Robert Boutigny · Franciaország                 |       | Josef Holeček · Csehszlovákia                    |       | Bengt Backlund · Svédország                       |       |
| C2 1000 m   | Jan Brzák-Felix · Bohumil Kudma · Csehszlovákia |       | Georges Dransart · Armand Loreau · Franciaország |       | Václáv Havel · Jiří Pecka · Csehszlovákia         |       |
| C2 10 000 m | Jan Brzák-Felix · Bohumil Kudma · Csehszlovákia |       | Georges Dransart · Armand Loreau · Franciaország |       | Bohuslav Karlík · Oldřich Lomecký · Csehszlovákia |       |

### Férfiak, kajak
| Versenyszám        | Arany                                                                                | Arany | Ezüst                                                                              | Ezüst | Bronz                                                                                 | Bronz |
| ------------------ | ------------------------------------------------------------------------------------ | ----- | ---------------------------------------------------------------------------------- | ----- | ------------------------------------------------------------------------------------- | ----- |
| K1 500 m           | Johann Kobberup · Dánia                                                              |       | Lennart Klingström · Svédország                                                    |       | Andreas Lind · Dánia                                                                  |       |
| K1 1000 m          | Gert Fredriksson · Svédország                                                        |       | Thorvald Strömberg · Finnország                                                    |       | Lars Petterson · Svédország                                                           |       |
| K1 10 000 m        | Thorvald Strömberg · Finnország                                                      |       | Gert Fredriksson · Svédország                                                      |       | Arne Jansson · Svédország                                                             |       |
| K1 4 × 500 m váltó | Lars Glasser · Ingermar Hedberg · Lennart Klingström · Gert Fredriksson · Svédország |       | Poul Agger · Andreas Lind · Ejvind Hansen · Johann Kobberup · Dánia                |       | Herbert Klepp · Maximilian Raub · Herbert Wiedermann · Günther Rührnschopf · Ausztria |       |
| K2 500 m           | Lars Glasser · Ingermar Hedberg · Svédország                                         |       | Herny Pettersson · Berndt Häppling · Svédország                                    |       | Maximilian Raub · Herbert Wiedermann · Ausztria                                       |       |
| K2 1000 m          | Lars Glasser · Ingermar Hedberg · Svédország                                         |       | Ivar Mathisen · Knut Østby · Norvégia                                              |       | Piet Bakker · Harri Kooistra · Hollandia                                              |       |
| K2 10 000 m        | Gunnar Akerhund · Hans Wetterström · Svédország                                      |       | Svend Frømming · Ingvar Nørregaard · Dánia                                         |       | Karl-Erick Björk · Per-Olav Olsson · Svédország                                       |       |
| K4 1000 m          | Einar Pihl · Hans Eirksson · Lars Petterson · Harry Johansson · Svédország           |       | Gunnar Åkerlund · Ebbe Frick · Sven-Olaf Sjödelius · Hans Wetterström · Svédország |       | Herbert Klepp · Walter Frühwirth · Hans Ortner · Paul Felinger · Ausztria             |       |
| K4 10 000 m        | Karl Andersson · Stig Andersson · Gösta Gustavsson · Berndt Häppling · Svédország    |       | Karl-Erik Björk · Per-Olav Olsson · Klas Norgren · Arne Jannson · Svédország       |       | Walter Piemann · Alfred Schmidtberger · Otto Lochner · Alfred Krammer · Ausztria      |       |

### Nők
| Versenyszám | Arany                                     | Arany | Ezüst                                       | Ezüst | Bronz                                        | Bronz |
| ----------- | ----------------------------------------- | ----- | ------------------------------------------- | ----- | -------------------------------------------- | ----- |
| K1 500 m    | Sylvi Saimo · Finnország                  |       | Karen Hoff · Dánia                          |       | Fritzi Schwingl · Ausztria                   |       |
| K2 500 m    | Sylvi Saimo · Greta Grönholm · Finnország |       | Trude Leibhart · Fritzi Schwingl · Ausztria |       | Ingrid Wallgren · Lisa Lundberg · Svédország |       |